# Lichenophanes carinipennis
Lichenophanes carinipennis is een keversoort uit de familie boorkevers (Bostrichidae). De wetenschappelijke naam van de soort is voor het eerst geldig gepubliceerd in 1896 door Lewis.